# Leo Steiner
Leo Steiner (* 17. června 1971 Most) je český úředník a regionální politik, do roku 2014 byl členem KDU-ČSL.

## Život
Po absolvování Gymnázia Chomutov v letech 1986 až 1990 vystudoval na Pedagogické fakultě Univerzity Jana Evangelisty Purkyně v Ústí nad Labem, a to v letech 1990 až 1996 (získal titul Mgr.).
Pracoval jako tělocvikář a učitel občanské výchovy na 9. a 17. ZŠ v Mostě, později jako ředitel odboru řízení Regionálního operačního programu Severozápad. Kritizoval systém rozdělování evropských peněz v Ústeckém a Karlovarském kraji, který podle něj ovládá klientelismus a korupce a politici jsou jen loutkami v rukou kmotrů. Kvůli podezření na předražení některých krajských zakázek podal v červenci 2012 trestní oznámení na politické vedení úřadu.
Působil také ve funkci ředitele Oblastní charity Most či náměstka Státního fondu životního prostředí (SFŽP). Na pozici náměstka SFŽP skončil na konci srpna 2019. Svůj odchod odůvodnil tím, že proti němu chtěl SFŽP zahájit kárné řízení kvůli tomu, že médiím poskytl informace o pozastavení dotace pro společnost Agrofert. V souvislosti s tím prý neměl "vytvořeny dostatečné podmínky pro poctivou a kvalitní práci".

## Politické působení
V komunálních volbách v roce 1994 neúspěšně kandidoval jako člen KDU-ČSL do Zastupitelstva města Mostu, neuspěl ani v komunálních volbách v roce 1998. V komunálních volbách v roce 2002 kandidoval opět neúspěšně, tentokrát však do Zastupitelstva obce Mariánské Radčice. V komunálních volbách v roce 2006 se ucházel zpět o post zastupitele města Mostu jako člen KDU-ČSL na kandidátce SNK-ED, ale opět neuspěl. Ani v komunálních volbách v roce 2010 se na kandidátce subjektu "OK-Občanský Kontext" (jako člen KDU-ČSL) nedostal do mosteckého zastupitelstva. Obdobně nebyl zvolen zastupitelem města Louny, když do tamního zastupitelstva kandidoval jako nestraník za KDU-ČSL ve volbách v roce 2014 na kandidátce subjektu "KOALICE PRO LOUNY" (tj. SZ a KDU-ČSL).
Do vyšší politiky se pokoušel neúspěšně dostat, když v krajských volbách v roce 2004 kandidoval za KDU-ČSL do Zastupitelstva Ústeckého kraje (strana se však se ziskem 2,81 % hlasů do zastupitelstva vůbec nedostala).
Podobně neúspěšně kandidoval i ve volbách do Poslanecké sněmovny PČR v roce 2002, v roce 2006 a v roce 2010. Ve volbách do Poslanecké sněmovny PČR v roce 2013 kandidoval v Ústeckém kraji jako lídr KDU-ČSL, ale do Sněmovny se opět nedostal.
Ve volbách do Evropského parlamentu v roce 2014 kandidoval za KDU-ČSL na 28. místě její kandidátky, ale neuspěl. Ve volbách do Senátu PČR v roce 2014 kandidoval jako nestraník za KDU-ČSL v obvodu č. 6 – Louny. Jeho kandidaturu dále podporovaly subjekty HNHRM, SZ a B10.cz. Se ziskem 5,50 % hlasů skončil na 6. místě a nepostoupil tak ani do kola druhého.
V krajských volbách v roce 2016 kandidoval z pozice nestraníka za hnutí JsmePRO! jako lídr kandidátky subjektu JsmePRO! Kraj 2016 (tj. JsmePRO!, KDU-ČSL a HNHRM), ta se ale s výsledkem 4,85 % do zastupitelstva kraje vůbec nedostala.